# Renato Curcio

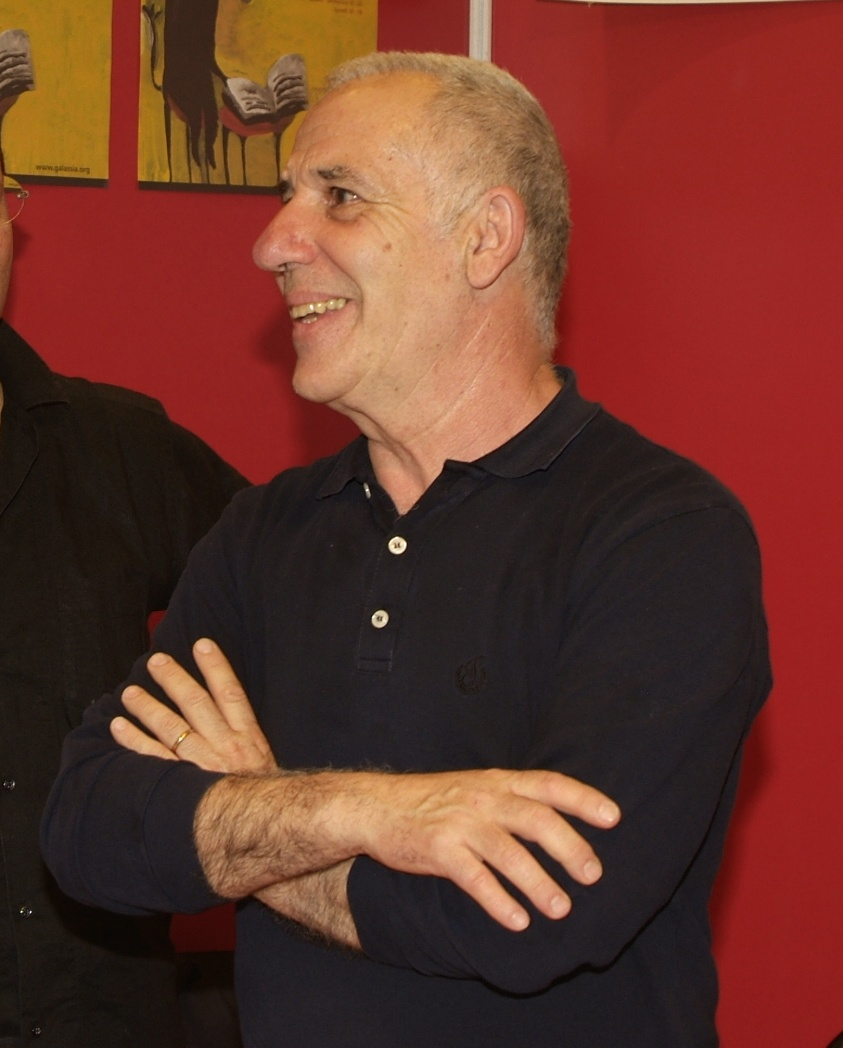
Renato Curcio (2008)

Renato Curcio (* 23. September 1941 in Monterotondo) ist ein italienischer Autor und früherer Anführer der Roten Brigaden sowie ehemaliger Terrorist.

## Leben
Als außereheliches Kind einer Beziehung zwischen Renato Zampa (Bruder des Filmdirektors Luigi Zampa) und Yolanda Curcio wurde Curcio in Monterotondo in der Provinz Rom geboren. Er und seine Mutter, ein Hausmädchen, erlebten in seinen frühen Jahren eine schwere Zeit. Wechselnde Stellungen der Mutter brachten längere Trennungen mit sich. Im April 1945 wurde Curcios geliebter Onkel Armando, ein Automobilarbeiter bei Fiat, von Faschisten bei einem Überfall ermordet. Bis zum Alter von zehn Jahren lebte er in Torre Pellice in der Provinz Turin.
Als armer Student verpasste Curcio in seinem ersten Studienjahr mehrere Prüfungen auf der Hochschule und musste sie wiederholen. Er nahm dann Nachhilfe bis zu seinem Umzug nach Mailand, um mit seiner Mutter zu leben. Dort schrieb er sich ins Ferrini-Institut in Albenga ein, wo er ein Musterschüler wurde.
Bei seinem Abschluss 1962 gewann er ein Stipendium zum Studium am neuen und innovativen Institut für Soziologie an der Universität Trient, wo er von existentialistischer Philosophie gefesselt wurde. Mit besonderem Interesse soll er die Vorlesungen des jungen Romano Prodi gehört haben, zu jener Zeit Assistent des Professors Beniamino Andreatta. In der Mitte der 1960er-Jahre glitt er zu einer radikalen Politik und zum Marxismus ab als Nebeneffekt seiner Beschäftigung mit Existentialismus und sich selbst. In den späten 1960ern war er ein überzeugter revolutionärer und marxistischer Theoretiker geworden.
Alessandro Silj zufolge wandelten ihn drei politische Geschehnisse vom Radikalen zum Aktivisten: zwei blutige Demonstrationszüge in Trient und ein Massaker der Polizei an Bauern 1968. In der Zeit von 1967 bis 1969 hatte sich Curcio auch zwei marxistischen Gruppen an der Universität angeschlossen, darunter der Publikation Lavoro Politico (Politische Arbeit).
Verbittert über seinen Ausschluss aus der radikalen Rote-Linien-Fraktion von Lavoro Politico im August 1969 entschied sich Curcio, Trient zu verlassen und auf den akademischen Grad zu verzichten, obwohl er schon alle Abschlussprüfungen abgelegt hatte. Vor dem Umzug nach Mailand heiratete Curcio in einer katholischen Zeremonie in der Kirche San Romedio im Val di Non Margherita (Mara) Cagol, eine radikale Trientiner Soziologin, Tochter eines wohlhabenden Trientiner Kaufmanns.
In Mailand wurde Curcio ein absolut Militanter. Die Roten Brigaden wurden gebildet in der zweiten Jahreshälfte 1970 als Resultat einer Verbindung von Curcios „Proletarischer Linken“ und einer radikalen Studenten- und Arbeiter-Gruppierung. Bei der Gründung nahm Curcio Bezug auf den brasilianischen Revolutionär Marcelo de Andrade, der versichert hatte: „Jede proletarische Alternative zu den Herrschenden muss – von Anfang bis Ende – politisch-militärisch sein, in dem Sinne, dass der bewaffnete Kampf den Königsweg des Klassenkampfes darstellt.“ Nachdem er im Februar 1971 wegen der Besetzung eines leerstehenden Hauses verhaftet worden war, gingen Curcio und seine höchst militanten Mitstreiter der Proletarischen Linken endgültig in den Untergrund und organisierten die Roten Brigaden. Die nächsten drei Jahre, von 1972 bis 1975, verbrachten sie mit einer Serie von Bombenanschlägen und mit der Entführung von Prominenten. 
Curcio wurde am 8. September 1974 zusammen mit dem Mitgründer der Brigate Rosse Alberto Franceschini in Pinerolo erstmals verhaftet, aber von Margherita in einer spektakulären Aktion fünf Monate später aus dem Gefängnis befreit. Drei Wochen nach der Flucht aus dem Gefängnis wurde Margherita bei einer Schießerei mit Carabinieri getötet. Curcio beteiligte sich durch seine Verlautbarungen an der Stilisierung seiner Frau zur Märtyrerin. Er wurde im Januar 1976 neuerlich verhaftet und zu einer Gefängnisstrafe verurteilt. 1987 erklärte er den bewaffneten Kampf für beendet.
Im April 1993 bekam er tagsüber eine Genehmigung als Freigänger und betätigte sich als Schriftsteller, bis er 1998 endgültig entlassen wurde. Er wurde Leiter der Verlagsgenossenschaft Sensibili alle foglie. Bis heute hat Curcio keine Reue über seine Aktivitäten bei den Roten Brigaden gezeigt.
Im August 2007 drückte die französische Schauspielerin Fanny Ardant ihre „Bewunderung“ für den Anführer der Roten Brigaden als „Held“ aus. Sie fügte hinzu, sie „sehe das Phänomen der Roten Brigaden sehr bewegend und leidenschaftlich“. Für ihre Kommentare wurde die Schauspielerin vor einem italienischen Gericht von Piero Mazzola verklagt, dem Sohn eines italienischen Polizisten, der von den Roten Brigaden ermordet wurde.

## Schriften
- Mit offenem Blick. Zur Geschichte der Roten Brigaden. Ein Gespräch mit Mario Scialoja. ID-Verlag, Berlin 1997, ISBN 3-89408-068-X. (Volltext online; PDF; 1,5 MB)
- Das virtuelle Reich – Die Kolonialisierung der Fantasie und die soziale Kontrolle. bahoe books, Wien 2017, ISBN 978-3-903022-52-2.